# Sunrise Tennis Championship
Il Sunrise Tennis Championship, noto come BMW Tennis Championship per ragioni di sponsorizzazione, è stato un torneo professionistico di tennis giocato sul cemento. Faceva parte dell'Challenger Tour. Inaugurato nel 2004 a Boca Raton, in Florida, con il nome Pro Tennis World Open, tutte le altre edizioni vennero giocate dal 2005 al 2010 con il nome BMW Tennis Championship al Sunrise Tennis Club di Sunrise, negli Stati Uniti, un impianto inaugurato nel 2001 che aveva subito ricevuto premi quali l'Outstanding Facility Award dalla USTA, associazione tennistica statunitense.

## Albo d'oro

### Singolare
| Anno | Campione         | Finalista          | Punteggio     |
| ---- | ---------------- | ------------------ | ------------- |
| 2010 | Florian Mayer    | Gilles Simon       | 6–4, 6–4      |
| 2009 | Robin Söderling  | Tomáš Berdych      | 6–1, 6–1      |
| 2008 | Robin Haase      | Sébastien Grosjean | 5–7, 7–5, 6–1 |
| 2007 | Gaël Monfils     | Andreas Seppi      | 6–3, 1–6, 6–1 |
| 2006 | Dmitrij Tursunov | Alberto Martín     | 6–3, 6–1      |
| 2005 | Karol Beck       | Davide Sanguinetti | 6–2, 6–2      |
| 2004 | Jürgen Melzer    | Thomas Enqvist     | 6–3, 4–6, 6–3 |

### Doppio
| Anno | Campioni                                | Finalisti                              | Punteggio         |
| ---- | --------------------------------------- | -------------------------------------- | ----------------- |
| 2010 | Martin Damm Filip Polášek               | Lukáš Dlouhý Leander Paes              | 4–6, 6–1, [13–11] |
| 2009 | Eric Butorac Bobby Reynolds             | Jeff Coetzee Jordan Kerr               | 5–7, 6–4, [10–4]  |
| 2008 | Janko Tipsarević Dušan Vemić            | Kristof Vliegen Peter Wessels          | 6–2, 7–6(6)       |
| 2007 | Konstantinos Economidis Kristof Vliegen | Juan Martín del Potro Sebastián Prieto | 6–3, 6–4          |
| 2006 | Petr Pála Robin Vik                     | Goran Dragicevic Dmitrij Tursunov      | 6–4, 6–2          |
| 2005 | Rick Leach Travis Parrott               | Jan-Michael Gambill Mark Philippoussis | walkover          |
| 2004 | Igor' Andreev Dmitrij Tursunov          | Kenneth Carlsen Thomas Enqvist         | 6–3, 6(3)–7, 7–5  |